# Эльза Вюртембергская
Эльза Матильда Мария, герцогиня Вюртебергская (нем. Elsa Mathilde Marie von Württemberg, 1 марта 1876 — 27 мая 1936) — герцогиня Вюртембергского дома, в браке принцесса Шаумбург-Липпская.

## Жизнь
Эльза родилась в семье герцога Вюртембергского Евгения и его супруги великой княжны Веры Константиновны. У неё была сестра-близнец Ольга. По матери Эльза была внучкой великого князя Константина Николаевича и великой княгини Александры Иосифовны. Таким образом, она была правнучкой императора Николая I. Тёткой Эльзы была греческая королева Ольга. По линии отца, чья мать была троюродной сестрой нидерландской королевы Эммы, имела хорошие семейные связи с голландской королевской семьёй. В 1877 году, когда Эльзе не было ещё и двух лет, умер её отец.
В 1895 году в британской прессе распространился слух о том, что внук британской королевы Альфред, наследный принц Саксен-Кобург-Готский объявил о своей помолвке с вюртембергской принцессой Эльзой. Альфред был сыном герцога Саксен-Кобург-Готского Альфреда и великой княжны Марии Александровны. Но оказалось, что это был лишь слух и помолвки не произошло. В 1899 году принц умер при загадочных обстоятельствах.

## Брак и дети

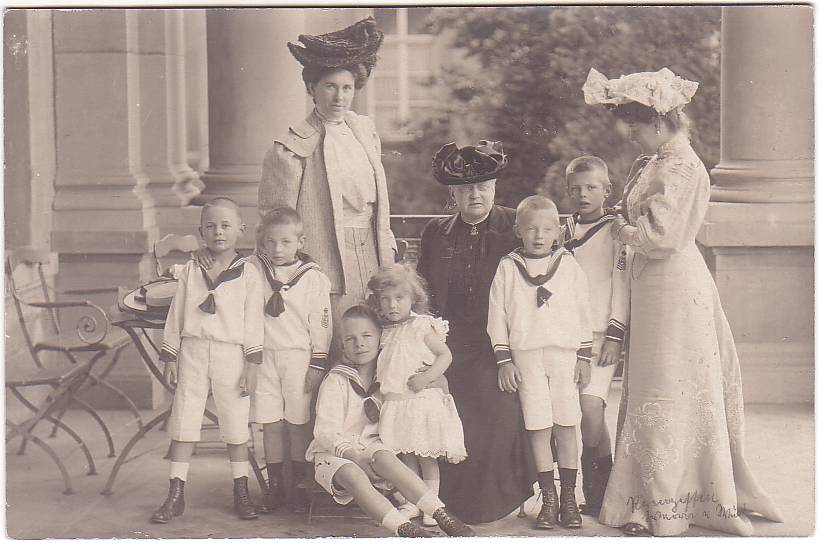
Эльза (правее) вместе с матерью (в центре), сестрой Ольгой и детьми.

6 мая 1897 года принцесса вышла замуж за принца Альбрехта Шаумбург-Липпского, сына принца Вильгельма Шаумбург-Липпского и Батильды Ангальт-Дессауской.
В семье родилось четверо детей:
- Максимилиан (1898—1974) — в 1933 женился на Хельге Ли Родербоурд, брак бездетный;
- Франц Иосиф (1899—1963) — в 1959 году женился на Марии Терезе Пашел, брак бездетный;
- Александр (1901—1923), женат не был, детей не оставил;
- Батильда (1903—1983) — супруга принца Эрнста Вольрада Шаумбург-Липпского, 4 детей:
  - Альбрехт Георг Вильгельм Шаумбург-Липпе (1926-1945)
  - Филипп-Эрнст Шаумбург-Липпе (1928-2003)
  - Константин Шаумбург-Липпе (род. 1930)
  - Виктория Луиза Шаумбург-Липпе (род. 1940)

## Награды
В царствование российского императора Николая II пожалована большим крестом ордена Святой Екатерины.